# Периклимен (сын Посейдона)
Перикли́мен (др.-греч. Περικλύμενος) — фиванский полководец сын Посейдона и Хлориды. Защитник Фив во время похода Семерых. Убил Парфенопея (по версии Еврипида и поэмы «Фиваида»). Преследовал Амфиарая, но Зевс сделал того бессмертным.